# Joseph Wear
Joseph Walker Wear (St Louis, 27 de novembro de 1876 - Filadélfia, 4 de junho de 1941) foi um tenista estadunidense. Medalhista olímpico de bronze em duplas com Allen West.